# Grote beo
De grote beo (Gracula religiosa) is een zangvogel uit de familie van de spreeuwen (Sturnidae). De wetenschappelijke naam van de soort werd in 1758 gepubliceerd door Carl Linnaeus.

## Kenmerken
De grote beo is een plomp uitziende vogel met een glanzend zwart verenkleed en een lengte van 27 tot 31 cm. Hij is groter dan de treurmaina. Kenmerkend zijn de helder oranje of geel gekleurde stukjes naakte huid en lellen aan de kop. Ook de snavel is geel of oranje. Verschillende (onder)soorten onderscheiden zich van elkaar door het patroon en de kleur van deze stukjes naakte huid en lellen, en de kleur van de snavel. Een opvallend kenmerk zijn de grote witte vlekken op de handpennen van de vleugels, die vooral goed zichtbaar worden als de vogel vliegt.

## Verspreiding, ondersoorten en leefgebied
De grote beo komt wijdverspreid voor in het zuidoosten van Azië en telt acht ondersoorten:
- G. r. peninsularis: oostelijk-centraal India.
- G. r. intermedia: van noordelijk India tot zuidelijk China, Indochina en Thailand.
- G. r. andamanensis: de Andamanen.
- G. r. religiosa: Malakka, Sumatra, Java, Borneo en nabijgelegen eilanden.
- G. r. batuensis: de Batoe- en Mentawai-eilanden (ten westen van Sumatra).
- G. r. palawanensis:  Palawan (Filipijnen).
- G. r. miotera: Simeulue (ten noordwesten van Sumatra).
- G. r. enganensis (engganobeo): Enggano (ten zuidwesten van Sumatra).

Naast ondersoorten zijn er verwilderde populaties van ontsnapte kooivogels ontstaan op Puerto Rico en andere landen met een (sub)tropisch klimaat.
De grote beo is een typische bosvogel die in groepjes van rond de zes individuen rondtrekt in de boomkronen van het regenwoud of aan de randen daarvan. Het zijn alleseters die foerageren op nectar, vruchten, bessen en insecten. Het is in geschikt biotoop een algemeen voorkomende vogel. 

## Status
De grote beo heeft een enorm groot verspreidingsgebied en daardoor alleen al is de kans op uitsterven gering. De grootte van de wereldpopulatie is niet gekwantificeerd. Door ontbossingen neemt het aantal af. Het tempo van afname ligt onder de 30% in tien jaar (minder dan 3,5% per jaar). Om deze redenen staat de grote beo als niet bedreigd op de Rode Lijst van de IUCN.

## Kooivogel
Vanwege zijn spraakvermogen wordt de beo als huisdier gehouden. In de Italiaanse filmklassieker Una giornata particolare speelt een ontsnapte beo een belangrijke rol voor het vervolg van de film. In het Vlaamse televisieprogramma Morgen Maandag had Mark Uytterhoeven een rubriek waarin hij een gast interviewde in een grote vogelkooi waar vlak naast hem beo Walter in een nestkastje zat en af en toe iets zei dat soms grappig was in de context van het interview.